# Giraldilla 2023
Das Giraldilla 2023 als offene internationale Meisterschaft von Kuba im Badminton fand vom 14. bis zum 19. März 2023 in Havanna statt.

## Sieger und Platzierte
| Disziplin    | Gold                                       | Silber                                            | Bronze                                               |
| ------------ | ------------------------------------------ | ------------------------------------------------- | ---------------------------------------------------- |
| Herreneinzel | Muhammad Halim As Sidiq                    | Muhammad Sultan Nurhabibu Mayang                  | Daniil Dubovenko                                     |
| Herreneinzel | Muhammad Halim As Sidiq                    | Muhammad Sultan Nurhabibu Mayang                  | Iliyan Stoynov                                       |
| Dameneinzel  | Hristomira Popovska                        | Inés Castillo                                     | Rafaela Munar Solimano                               |
| Dameneinzel  | Hristomira Popovska                        | Inés Castillo                                     | Yeily Mari Ortiz Rodriguez                           |
| Herrendoppel | Koon Fung Kelvin Ho Samuel Ricketts        | Aria Dinata Filip Špoljarec                       | Yeison Esleiter Del Cid Alvarez Christopher Martínez |
| Herrendoppel | Koon Fung Kelvin Ho Samuel Ricketts        | Aria Dinata Filip Špoljarec                       | Jose Luis Granados Morales Antonio Emanuel Ortiz     |
| Damendoppel  | Taymara Oropesa Yeily Mari Ortiz Rodriguez | Alejandra José Paiz Quân Mariana Isabel Paiz Quan | Inés Castillo Paula La Torre                         |
| Damendoppel  | Taymara Oropesa Yeily Mari Ortiz Rodriguez | Alejandra José Paiz Quân Mariana Isabel Paiz Quan | Fernanda Munar Solimano Rafaela Munar Solimano       |
| Mixed        | Iliyan Stoynov Hristomira Popovska         | Christopher Martínez Mariana Isabel Paiz Quan     | Samuel Ricketts Tahlia Richardson                    |
| Mixed        | Iliyan Stoynov Hristomira Popovska         | Christopher Martínez Mariana Isabel Paiz Quan     | Diosbel Tamayo Palacio Nayibis Reyes Constante       |